# Pollos Copacabana
Pollos Copacabana es una cadena boliviana de restaurantes especializada en pollo frito. Cuenta con 10 sucursales en todo Bolivia.

## Historia

### Café Copacabana
El 8 de abril de 1957, José Hugo Camacho Prado y su esposa Martha García Agreda abrieron una pequeña tienda de venta de café al detalle ubicada en la zona Miraflores de la ciudad de La Paz. Fue el inicio de Industria Copacabana S.A., la que luego incursionaría en el mundo de la comida rápida. Actualmente, Café Copacabana es el mayor exportador de café en Bolivia.

### Pollos Copacabana
En 1984, Camacho y García Agreda abrieron la primera sucursal de Pollos Copacabana en la calle Comercio de la ciudad de La Paz. El siguiente año inauguraron la segunda sucursal y, en 1991, la tercera. También en 1991 el menú se amplió y en los restaurantes se comenzó a vender ya no solo pollo frito, sino también hamburguesas. 
Entre 1999 y 2004 la industria creció sostenidamente, permitiendo la construcción de un centro de distribución y la apertura de tres nuevas sucursales. El 2002 se incorporó al menú pasteles y postres y, para el año 2011, se abrieron cuatro nuevas sucursales. El 2014 la industria se expandió y abrió dos sucursales en la ciudad de Santa Cruz y una nueva en la ciudad de El Alto. El año 2017, Pollos Copacapaba incorporó a su menú ensaladas.

## Sucursales
Pollos Copacabana cuenta con siete sucursales en La Paz, dos en El Alto y una en Santa Cruz.
En 2004, abrió su sucursal frente al Estadio Hernando Siles de la zona de Miraflores en donde dicho local fue un McDonald's que operó hasta 2002.

## Reconocimientos
Industrias Copacabana S.A. ha recibido numerosos reconocimientos, entre los que resaltan la distinción "Prócer Pedro Domingo Murillo" en el grado de honor cívico por parte del Gobierno Municipal de La Paz en dos oportunidades:1999 y 2014, así como la medalla "Prócer Pedro Domingo Murillo" y la "Orden Nuestra Señora de La Paz" en el grado oficial, ambas por parte del Gobierno Departamental de La Paz, en los años 1999 y 2004.  
Igualmente, el año 2011, Industrias Copacabana S.A. recibió el premio "Empresa Boliviana del año" por parte del Latin American Quality Institute y el premio a la excelencia empresarial por parte de la Escuela Europea de Negocios y la Fundación Europea para el Desarrollo. Del mismo modo, los años 2015, 2016 y 2017 fue premiada como la mejor empresa nacional con el reconocimiento boliviano MAYA, el cual se basa en encuestas a la población y el consenso de varios especialistas.